# Похититель тел (фильм, 1945)
«Похититель тел» (англ. The Body Snatcher) — фильм ужасов режиссёра Роберта Уайза, вышедший на экраны в 1945 году.
В основу фильма положен одноимённый рассказ (в русском переводе — «Похититель трупов») Роберта Льюиса Стивенсона (1881), основанный на реальных событиях убийств в Уэст-порте (Эдинбург) в 1828 году. Продюсер фильма Вэл Льютон был соавтором сценария под псевдонимом Карлос Кит. Фильм рассказывает об известном враче (Генри Дэниелл), который пользуется услугами извозчика (Борис Карлофф), нелегально достающего ему свежие трупы с городского кладбища, для обучения студентов и проведения медицинских экспериментов. Однако со временем извозчик решает, что вместо того, чтобы раскапывать могилы, он будет просто убивать людей.
Это был третий и последний совместный фильм Льютона и Уайза, первый из трёх совместных фильмов Льютона и Карлоффа и последний из восьми совместных фильмов Карлоффа и Белы Лугоши.

## Сюжет
Действие картины происходит в Эдинбурге в 1831 году. На городском кладбище мать стоит в трауре над могилой только что захороненного сына. Студент-медик Доналд Феттис (Расселл Уэйд) заверяет её, что тело её сына находится в безопасности в своём последнем пристанище.
Миссис Марш (Рита Кордэй) привозит на извозчике свою юную парализованную дочь Джорджину (Шэрин Моффетт) к авторитетному хирургу доктору МакФарлейну (Генри Дэниелл). Извозчик Джон Грэй (Борис Карлофф) любезно берёт девочку на руки, даёт ей погладить лошадь, а затем усаживает в кресло-каталку. На приёме у доктора МакФарлейна выясняется, что Джорджина потеряла способность стоять на ногах после несчастного случая, когда перевернулся экипаж, в котором она ехала вместе с отцом. Отец погиб, а у девочки с тех пор отнялись ноги и постепенно стали преследовать усиливающиеся боли в спине. Миссис Марш говорит, что она побывала с девочкой у ведущих врачей в Англии и на континенте, но никто не смог помочь ребёнку. А МакФарлейн был рекомендован другими врачами как последняя надежда для девочки. Джорджина не отвечает на вопросы МакФарлейна, считая его злым человеком. В этот момент приходит Феттис, ученик МакФарлейна, на вопросы которого девочка охотно отвечает и даёт ему осмотреть себя. По итогам осмотра МакФарлейн делает заключение, что девочку излечить можно, но для этого потребуется провести операцию, которую никто ранее не делал. На настойчивые мольбы матери, чтобы доктор сделал операцию, он отвечает, что отошёл от хирургической практики и всё своё время посвящает исключительно подготовке молодых врачей, и потому не имеет времени для лечения каких-либо пациентов, в том числе, и Джорджины.
После ухода миссис Марш с дочерью Феттис признаётся своему наставнику, что вынужден прекратить обучение медицине из-за нехватки средств. Полагая, что из Феттиса получится хороший врач, МакФарлейн настаивает на том, чтобы тот продолжил обучение. А для того, чтобы тот мог оплачивать учебные расходы, доктор предлагает Феттису стать своим ассистентом. Показывая молодому студенту, чем тому предстоит заниматься, МакФарлейн доверительно сообщает ему, что не все трупы, которые они препарируют на занятиях, поступают из морга. После ухода Феттиса, Мег Камерон (Эдит Этуотер), экономка МакФарлейна просит доктора не втягивать молодого невинного студента в свои дела, однако он отвечает ей лишь поцелуем.
Среди ночи на кладбище кто-то убивает лопатой преданную собачонку, дежурившую на могиле мальчика, и раскапывает могилу. Вскоре в доме МакФарлейна раздаётся стук в дверь. Проснувшийся Феттис открывает дверь и видит извозчика Грэя, который привёз свежий труп мальчика. В соответствии с инструкцией МакФарлейна Феттис платит Грэю 10 фунтов и фиксирует поступление тела в особой книге.
На следующий день в районе кладбища, Феттис встречает мать умершего мальчика, которая несёт тело убитой собачки своего сына. Мучаясь угрызениями совести, Феттис просит МакФарлейна об увольнении, однако тот отказывает на том основании, что изучение и эксперименты с человеческими телами необходимы для прогресса медицинской науки и обучения студентов. Они заходят в соседнюю таверну, чтобы поужинать, где встречают Грэя. Грэй называет МакФарлейна унизительным для того именем «Тодди» и намекает на то, что доктор ему многим обязан, так как Грэй в своё время спас его от суда. Когда Феттис заводит разговор о том, что надо помочь Джорджине, МакФарлейн отказывается, но под давлением Грэя, чувствуя исходящую от того угрозу, соглашается.
Позднее в разговоре с Феттисом, МакФарлейн отказывается от своего обещания, утверждая, что у него нет свежего позвоночного столба, чтобы провести необходимые эксперименты перед операцией. Феттис идёт к Грэю и просит его срочно достать ещё один труп. По дороге назад студент подаёт милостыню уличной певице (Донна Ли). Тем же вечером он с ужасом видит, как Грэй приносит к врачу мёртвое тело той самой уличной певицы. Утром Феттис показывает МакФарлейну тело, обвиняя при этом Грэя в убийстве, этот разговор подслушивает слуга доктора Джозеф (Бела Лугоши). Доктор предупреждает Феттиса, чтобы тот не обращался в полицию, так как его самого тогда арестуют как соучастника убийства.
МакФарлейн в присутствии своих учеников делает Джорджине сложнейшую операцию. Хотя операция, по мнению доктора, прошла успешно, и девочка быстро приходит в себя, однако она по-прежнему не может ходить. Подавленный своей неудачей, МакФарлейн направляется в трактир, чтобы напиться. Там его встречает Грэй, который снова издевается над доктором и намекает на их общую тайну.
Когда вечером Грэй возвращается домой, то в своей конюшне встречает Джозефа, который говорит, что ему всё известно, и требует денег за молчание. Грэй обещает с Джозефом расплатиться, но сначала напаивает его, рассказывая историю Бёрка и Хэра, двух знаменитых убийц, которые были повешены за то, что добывали трупы для доктора Нокса, у которого МакФарлейн работал ассистентом. Завершив свой рассказ, Грэй наклоняется вперёд и душит Джозефа.
Ожидая МакФарлейна в его доме, Грэй напоминает Мег, как когда-то он привёл к ней молодого весёлого доктора, и тогда она не была так холодна со своим старым другом Грэем. Появившийся МакФарлейн в ярости пытается выгнать Грэя, однако тот в ответ угрожает ему, что применит силу. Кроме того, он привёз ему «подарок». И если МакФарлейн будет с ним жесток, «то может стать известно, что когда у великого доктора МакФарлейна заканчивались трупы, он добывал их среди своих домочадцев». Доктор вместе с Феттисом быстро спускается вниз, где обнаруживает тело Джозефа. МакФарлейн поручает ассистенту полностью расчленить труп, как он это сделал с трупом певицы, и внести соответствующую запись в книгу. Сам доктор немедленно направляется к Грэю, несмотря на попытки Мег остановить его.
После его ухода Мег просит Феттиса немедленно покинуть этот дом, чтобы ассистент не стал таким же, как его наставник. На возражение Феттиса, что МакФарлейн — великий человек, Мег отвечает: «Разве может быть великим человек, которым командует Грэй? И разве может великий человек не признавать свою жену?» Она рассказывает, что вынуждена играть роль экономки ради светских принципов и его успехов. МакФарлейн мог бы стать великим человеком, но ему не позволяет стыд за поступки прошлого, а Грэй затравил его до смерти. Она продолжает: «Грэй — это не просто похититель трупов, это само зло, и однажды вы узнаете об этом так же, как об этом узнал МакФарлейн». Когда-то МакФарлейн работал ассистентом у доктора Нокса. Там он и встретил Грэя. Они вместе гуляли и кутили, и однажды Грэй познакомил МакФарлейна с Мег. Их связывали также Бёрк, Хэр и Нокс. Тем привратником на суде, который свидетельствовал против Бёрка, был именно Грэй, благодаря чему МакФарлейн сумел избежать наказания. А затем МакФарлейн истратил все сбережения Мег, чтобы вытащить Грэя.
Грэй приходит домой и видит МакФерлейна, который говорит, что не уйдёт, пока не покончит с ним тем или иным образом. Он предлагает Грэю деньги и домик за городом, если тот оставит его в покое. Однако Грэй говорит, что главное наслаждение для него заключается не в этом, а в возможности унижать такого знаменитого человека, как доктор МакФарлейн, подчинять его своей воле. После того, как Грэй говорит, что доктору никогда от него не избавиться, между ними начинается драка, в ходе которой МакФарлейн забивает Грэя до смерти. Вернувшись домой, МакФарлейн показывает Мег труп Грэя и говорит, что теперь он свободен. А тело Грэя, который служил злу, он пустит на добрые цели. На следующее утро МакФарлейн уезжает на рынок, чтобы продать экипаж и лошадь Грэя.
Тем временем Феттис встречается с миссис Марш и Джорджиной на крепостном валу, сообщая, что ушёл от МакФарлейна, так как тот только даёт знания, но не учит исцелять людей. Он также удивлён тем, что операция не дала результата, так как по всем медицинским показаниям девочка должна быть здорова. В этот момент Джорджина, услышав цоканье копыт за крепостной стеной, неожиданно встаёт, чтобы увидеть, нет ли там её любимой белой лошади. Увидев, что девочка может стоять и ходить, обрадованный Феттис тут же убегает к доктору, чтобы сообщить ему эту радостную новость.
Феттис уговаривает Мег, сказать, куда уехал МакФарлейн, и затем мчится к нему на встречу в местную таверну. Найдя доктора, Феттис сообщает ему, что девочка встала и пошла. Доктор глубокомысленно замечает, что теперь он окончательно избавился от Грэя, и вновь преисполнен энергии заниматься наукой и готовить учеников. Увидев зашедшую в трактир семью, которая только что вернулась с похорон пожилой родственницы, МакФарлейн немедленно решает поехать на кладбище и вырыть её труп. Утверждая, что делает это ради науки и прогресса, и никакие человеческие глупости и условности его не остановят, доктор отправляется на кладбище, а Феттис бежит вслед за ним. Они разрывают могилу, извлекают из земли тело, заворачивают и грузят его в повозку, и в проливной дождь торопятся домой.
В дороге МакФарлейну слышится, как будто Грэй взывает к нему, и приказывает Феттису остановить повозку, чтобы проверить тело. Когда Феттис спрыгивает на землю и фонарём освещает лицо трупа, МакФарлейну кажется, что он видит Грэя. В этот момент лошади срываются с места и несутся вперёд, и кажется, что в повозке рядом с МакФарлейном сидит труп Грэя. В какой-то момент повозка отцепляется и летит с обрыва вниз. Спустившись к месту падения повозки, Феттис видит среди обломков погибшего МакФарлейна. Рядом с ним лежит труп женщины.

## В ролях
- Борис Карлофф — извозчик Джон Грей
- Бела Лугоши — Джозеф
- Генри Дэниелл — доктор Вулф «Тодди» МакФарлейн
- Эдит Этуотер — Мег Кэмерон
- Рассел Уэйд — Дональд Феттис
- Рита Кордэй — миссис Марш
- Шэрин Моффетт — Джорджина Марш
- Донна Ли — уличная певица

## Создатели фильма и исполнители главных ролей
К моменту работы над этим фильмом продюсер Вэл Льютон уже зарекомендовал себя как ведущий мастер жанра психологический фильм ужасов, создав такие шедевры, как «Люди-кошки» (1942), «Я гуляла с зомби» (1943), «Человек-леопард» (1943), «Седьмая жертва» (1943) и «Корабль-призрак» (1943).
Первоначально Льютон работал с режиссёром Жаком Турнье, однако когда тот пошёл на повышение, стал работать с бывшими киномотнажёрами и режиссёрами-дебютантами Марком Робсоном и Робертом Уайзом, оба впоследствии сделали успешные режиссёрские карьеры. Уайз в общей сложности поставил для Льютона три фильма — «Проклятие людей-кошек» (1944), «Мадмуазель Фифи» (1944) и «Похититель тел» (1945). В дальнейшем Уайз как режиссёр дважды удостаивался Оскаров за киномюзиклы «Вестсайдская история» (1961) и «Звуки музыки» (1965) и один раз номинации на Оскар за фильм «Я хочу жить!» (1958). Кроме того, он поставил такие успешные картины, как спортивный нуар «Подстава» (1949), фантастический фильм «День, когда Земля остановилась» (1951), криминальный триллер «Ставки на завтра» (1959) и фильм ужасов «Логово дьявола» (1963).
На главные роли в этом фильме Льютону удалось заполучить Бориса Карлоффа и Белу Лугоши, которые стали звёздами благодаря фильмам ужасов кинокомпании «Юнивёрсал» 1930-х годов. Лучшими хоррорами с участием Карлоффа стали «Франкенштейн» (1931), «Мумия» (1932), «Старый страшный дом» (1932), «Чёрный кот» (1934), «Ворон» (1935) и «Сын Франкенштейна» (1939). «Похититель тел» стал первой из трёх совместных работ Карлоффа и Льютона, за которой последовали «Остров мёртвых» (1945) и «Бедлам» (1946).
Бела Лугоши прославился ролями в фильмах ужасов «Дракула» (1931), «Остров потерянных душ» (1932), «Чёрный кот» (1934), «Ворон» (1935), «Невидимый луч» (1936) и «Сын Франкенштейна»(1939), в четырёх последних он сыграл в паре с Карлоффом. В общей сложности два актёра сыграли вместе в восьми фильмах, и «Похититель тел» (1945) стал их последней совместной работой.

## История, положенная в основу фильма
Как заметил кинокритик Босли Кроутер в «Нью-Йорк таймс»: «Когда-то давно Роберт Льюис Стивенсон в своём рассказе представил сюжет о трудностях медиков в добывании трупов для научных исследований, а РКО провела эксгумацию этого сюжета с менее благородными целями».
Историк кино Джефф Стаффорд написал, что «в то время, как „Доктор Джекилл и мистер Хайд“ Стивенсона был вдохновлён авторской фантазией, „Похититель тел“ основывался на реальном историческом случае в Эдинбурге в 1827 году», известном как Уэст-портские убийства. В то время медицинским школам не хватало финансирования и ресурсов для обеспечения своих студентов трупами для исследований. «Увидев в этом возможность заработать, Уильям Бёрк предложил своему другу и арендодателю Уильяму Хэру продать тело недавно умершего квартиранта доктору Роберту Ноксу, преподавателю школы анатомии на Серджонс-сквер. Нокс был признателен за поставку тел для занятий, а Бёрк и Хэр начали прибыльный бизнес, который быстро перешёл от разграбления могил к убийствам. Предположительно, этот дуэт убил до 28 человек, делая своими жертвами пьяниц, проституток и беспомощных стариков».
В версии этой истории, переданной в рассказе Стивенсона, Феттис, встретив в таверне знаменитого доктора МакФарлейна, резко нападает на него к недоумению окружающих друзей. Дальнейшая история, рассказанная в форме ретроспекции, рассказывает о том, как два студента медицины — Феттис и МакФарлейн — работали ассистентами у доктора Нокса, получая для него трупы для препарирования и расплачиваясь с тёмного вида личностями, поставляющими их. Однажды Феттис, узнав в одном из трупов знакомую женщину, подозревает, что её убили. Затем в таверне некто Грэй по-хамски разговаривает с МакФарлейном, и на следующий день МакФарлейн доставляет тело Грэя для препарирования. Феттис уверен в том, что это дело рук МакФарлейна, однако тот убеждает своего коллегу молчать. Однажды, когда их посылают отрыть свежий труп на сельском кладбище, по пути с трупом назад им кажется, что вместе с ними в повозке едет не умершая женщина, а Грэй, тело которого они уже уничтожили.
«Другими фильмами, основанными на деле Бёрка и Хэра, были британский фильм „Плоть и дьяволы“ (в американском прокате — „Мания“, 1960) режиссёра Джона Джиллинга с Питером Кашингом и Дональдом Плезансом в главных ролях, а также британский фильм „Бёрк и Хэр — похитители тел“ (1971) режиссёра Вернона Сьюэлла с Гарри Эндрюсом в главной роли».

## Производство и прокат фильма
Историк кино Джефф Стаффорд отметил, что фильм был сделан «на смехотворно малом бюджете и при ускоренном съёмочном графике», а по словам Ричарда Гиллиама, несмотря на то, что «стоимость производства картины была низкой, как и у многих других фильмов РКО 1940-х годов, тем не менее продюсер Вэл Льютон (который также написал сценарий под псевдонимом Карлос Кит) и режиссёр Роберт Уайз сумели создать зловещую атмосферу, которая усиливает воздействие истории».
Льютону традиционно приходилось решать задачу создания фильма на крайне малом бюджете и в кратчайшие сроки. По информации Американского института киноискусства, «Льютон постоянно боролся со своим шефом на студии, Джеком Гроссом, по поводу бюджета картины. Гросс настаивал на том, чтобы бюджет оставался в пределах 125 тысяч долларов плюс расходы на Карлоффа, в то время как Льютон хотел пригласить больше звёзд и поднять фильм до уровня категории А. В своём письме сестре в августе 1944 года Льютон выражал мнение, что Гросс, который ранее был продюсером фильмов ужасов на студии „Юнивёрсал“, завидовал ему, потому что чувствовал, что фильмы Льютона по уровню выше, чем фильмы ужасов компании „Юнивёрсал“».
Стаффорд пишет, что «Льютон столкнулся с определёнными сложностями в работе над фильмом. Исполнительный продюсер РКО Джек Дж. Гросс настаивал на том, чтобы в фильме было больше крови, в то время, как офис Хейса предупреждал его против этого, а также любой чересчур подробной демонстрации раскапывания могил и препарирования трупов». Каким-то образом Льютону удалось пройти по тонкой грани между этими двумя, казалось бы, взаимоисключающими позициями. Как указывает сайт Американского института киноискусства, «чтобы успокоить различные цензурные инстанции, студия ослабила сцены, в которых показывалось раскапывание могил и расчленение тел».
Белу Лугоши взяли главным образом для повышения внимания к фильму. Он сыграл второстепенную роль Джозефа, слуги МакФарлейна, такого персонажа не было в рассказе Стивенсона, и эту роль специально добавили в фильм в расчёте на Лугоши.
Как отмечает Стаффорд, «отдел рекламы РКО работал сверхурочно, чтобы запугать публику не меньше, чем это было с таким успехом сделано при прокате „Людей-кошек“ Льютона тремя годами ранее, и в значительной степени им это удалось». На одном плакате фильма было написано: «Мерзкие руки покрыты тёмно-красной кровью мертвецов», на другом — «Полночное убийство! Шантаж с телами! Крадущиеся похитители трупов!».
В итоге фильм столкнулся с определёнными прокатными ограничениями в Чикаго и в штате Огайо. А британские цензоры «не давали разрешения демонстрировать картину в стране в оригинальном варианте на протяжении более чем пятидесяти лет».

## Оценка фильма критикой

### Общая оценка фильма
После выхода на экраны фильм получил в целом положительные отзывы. В частности, кинокритик «Нью-Йорк таймс» Босли Кроутер написал, что эта мрачная картина, «хотя и не настолько парализует нервную систему, как можно было бы ожидать при виде актёрского состава, тем не менее содержит достаточно саспенса и атмосферического ужаса, чтобы отнести её к лучшим образцам своего жанра». Далее он пишет, что «это, конечно, не самая возбуждающая драма ужасов — но она в какой-то степени вызывает больше доверия, чем большинство подобных фильмов, и ей удаётся добиться своего без оборотней или вампиров!», резюмируя словами: «Но, в конце концов, когда есть Карлофф, у жадного до крови страшилища нет никаких шансов».
Позднее оценки картины также оставались умеренно позитивными. Так, по мнению журнала «TimeOut», этот фильм «не относится к числу работ Вэла Льютона наивысшего уровня: в отличие от Жака Турнье, Уайз никогда не мог поддержать тенденцию Льютона к наполннению каждой сцены точными деталями времени и соответствующими времени репликами». И всё-таки, продолжает журнал, «эта киноадаптация бизнеса Бёрка и Хэра всё равно остаётся великолепным зрелищем, где Карлофф, Лугоши и Дэниелл (величайшая мрачная личность Голливуда) не оставляют ни одного мёртвого тела в покое в Эдинбурге 19 века». «TimeOut» отмечает, что «Эдинбург Льютона предсказуемо полон булыжника, цокающих копытами лошадей, уличных певцов и других создающих атмосферу безделушек — всё очень мило, но они замедляют ход действия. Тем не менее, фильм великолепно набирает темп ближе к финалу». Стаффорд обратил внимание на то, что «несмотря на свою зловещую рекламную кампанию, „Похититель тел“ был литературно грамотным и атмосферическим фильмом ужасов», где Льютону удалось «убедительно воссоздать облик Эдинбурга 1831 года». Кинокритик Джеймс Эйджи, который восхищался творчеством Льютона, написал о «Похитителе тел», что он представляет собой «антологию мерзкой дрожи и потрясений. Неожиданный храп лошади рассчитан так, что пугает вас до смерти. Там есть ужасающий кадр оторванной головы Лугоши, изуродованной в соляном растворе; а последняя скачка в картине заставляет волосы стать дыбом, такую кульминацию фильма ужасов вы вряд ли ещё увидите».
Деннис Шварц назвал картину «прекрасной адаптацией рассказа Стивенсона». Далее он пишет, что фильм «слишком привязан к литературе, чтобы стать великим», однако в нём есть саспенс, жуткость, динамика и убедительность". Шварц считает, что Уайзу удаётся передать «смертельный ужас истории и донести зловещую атмосферу шотландского Эдинбурга 19 века. Там присутствуют экипажи с лошадьми, покрытые булыжником мостовые, шотландские уличные певцы и несущие мрачное предзнаменование улицы».

### Оценка актёрской игры
Критики уделили основное внимание игре звёзд фильма. Кроутер, в частности, отметил, что «щетинистый Карлофф с дьявольским восторгом преподносит нам эдинбургского кэбби примерно 1830 года, который занимается похищением людей из их могил, а Бела Лугоши, для разнообразия удивительно не страшный, старательно работает над тем, чтобы прославиться в роли шантажиста».
Ричард Гиллиам считает, что в этом фильме «Карлофф сыграл одну из своих лучших и самых зловещих ролей, хотя менее известный и указанный ниже в титрах Генри Дэниелл проводит на экране даже больше времени, чем он». Бела Лугоши, по мнению Гиллиама, хотя и «указан как звезда фильма наряду с Карлоффым», сыграл второстепенную роль слуги". Далее Гиллиам замечает, что «несмотря (или благодаря) его краткому экранному времени, игра Лугоши стала одной из лучших в его карьере. Хотя он продолжит сниматься в кино вплоть до своей смерти в 1956 году, „Похититель тел“ станет последним из „серьёзных“ фильмов ужасов Лугоши; его последующие работы будут в основном связаны с пародиями».